# Сиан
Си-ан (на пинин Xī'ān) е най-големият град и административен център на провинция Шънси в Централен Китай. Си-ан е с население от 2 670 000 жители (2000 г.) и площ от 9,983 км². Разположен е на 405 метра н.в. Пощенските му кодове са 710000 – 710090, а телефонният 86/29. Си-ан е един от най-важните градове в китайската история, тъй като е бил столица (под различни имена) на 13 китайски династии. Населението на административния район е 8 467 838 жители (2010 г.).

## Известни личности
Починали в Си-ан
- Мужун Уей (350 – 385), император
- Съмо (?-644), източнотюркски каган
- Таман (603 – 618), западнотюркски каган
- Хубо (VII век), източнотюркски каган
- Хълу (?-659), западнотюркски каган
- Яо Син (366 – 416), император

## Побратимени градове
- Атина, Гърция
- Каламата, Гърция